# Paspalum longicuspe
Paspalum longicuspe är en gräsart som beskrevs av George Valentine Nash. Paspalum longicuspe ingår i släktet tvillinghirser, och familjen gräs. Inga underarter finns listade i Catalogue of Life.